# Pascal Dubreuil
Pascal Dubreuil ist ein französischer Cembalist.

## Leben
Nach einem Studium bei Yannick Le Gaillard und am Pariser Konservatorium wo Dubreuil mit ersten Preisen in Cembalo und Generalbass abschloss. Er vertiefte seine Kenntnisse bei zahlreichen Musikern, darunter Kenneth Gilbert und insbesondere Gustav Leonhardt. Orchesterleitung studierte er bei Nicolas Brochot. 
1997 erhielt er einen 2. Preis für Orgelspiel beim Wettbewerb des MAfestival Brügge. Danach begann er eine Karriere als Solist und Kammermusikspieler in Frankreich, in Deutschland (Klavierfestival Ruhr), in Spanien (Festival de Música antiga in Barcelona), in der Slowakei (mit Musica Aeterna Bratislava) usw.

## Lehrtätigkeit
Pascal Dubreuil lehrt Cembalo, Generalbass und Kammermusik am Conservatoire à rayonnement régional in Rennes, wo die Leitung der Abteilung für historische Aufführungspraxis innehat. Gleichzeitig lehrt er Cembalo, Generalbass, Kammermusik und musikalische Rhetorik (Bachelor/Master) am Centre d'études supérieures de musique et danse in Poitiers.

## Diskografie (Auswahl)
Seit einigen Jahren arbeitet Pascal Dubreuil mit dem Label Ramée.
- 2013: Johann Sebastian Bach, Fait pour les Anglois, Die englischen Suiten BWV 806-811, Ramée (1207).
- 2010: Johann Sebastian Bach, Clavier-Übung II, Ramée (1001) : Italienisches Konzert BWV 971, Ouverture nach französischer Art BWV 831, Praeludium, Fuge und Allegro BWV 998, Chromatische Fantasie und Fuge BWV 903.
- 2008: Johann Sebastian Bach, Clavier-Übung I, Sechs Partiten für das Klavier BWV 825-830, Ramée (0804).
- 2007: Antoine Dard, Six Sonates pour le basson (1759), mit Ricardo Rapoport, Barockfagott, Ramée (0702), Welterstaufführung

## Musikalische Rhetorik
Pascal Dubreuil veröffentlichte in Zusammenarbeit mit Agathe Sueur die erste vollständige französische Übersetzung von Joachim Burmeisters Musica Poetica (1606) :
- Joachim Burmeister, Musica poetica (1606) augmentée des plus excellentes remarques tirées de Hypomnematum musicae poeticae (1599) et de Musica autoschédiastikè (1601), Einleitung, lateinischer Text und französische Übersetzung, Lexikon von Agathe Sueur und Pascal Dubreuil, Wavre, Mardaga, 2007.